# Neochloropsina glabra
Neochloropsina glabra (лат.) — вид злаковых мух из подсемейства Chloropinae (Chloropidae), единственный в составе рода Neochloropsina. Эндемик восточной Малайзии (Sabah, Юго-Восточная Азия). Родовое название происходит от сочетания слов neo (новый) +chloropsina, обозначающего сходство с родом Chloropsina. Видовое название происходит от латинских слов glaber(гладкий или лысый), имея в виду чрезвычайно редуцированную хетотаксию головы.

## Описание
Мелкие злаковые мухи, длина тела 1,6 мм, длина переднего крыла 1,5 мм. Основной цвет тела жёлтый. Глаза голые, хетотаксия головы уменьшена, за исключением области глазков и наружных вертикалей; лицевой киль неполный; глазковый треугольник блестящий, доходит до вершины лба; щёки меньше длины первого членика жгутика усика, с несколькими щетинками; высота первого жгутика равна длине; ариста короткая.
Скутеллюм короткий, треугольной формы; грудной плеврон голый. Второй сектор крыла короткий. Тибиальный орган тонкий. Терминалии самцов с небольшими мезолобусами; эпандрий удлиненный дорсовентрально, с парой анальных склеритов; сурстиль с шипами; пре-, постгониты и фаллаподемические склерит слитные; дистифаллус короткий и перепончатый.

## Систематика
Вид Neochloropsina glabra был впервые описан 2020 году энтомологами
по типовому материалу, обнаруженному в Малайзии. Выделен в монотипический род Neochloropsina Quicke et Butcher, 2020, систематическое положение которого определено в составе трибы Chloropsinini из подсемейства Chloropinae.